# Carlton & United Series 1999/2000
Die Carlton & United Series 1999/2000 war ein Drei-Nationen-Turnier, das vom 9. Januar bis zum 4. Februar 2000 in Australien im One-Day Cricket ausgetragen wurde. Bei dem zur internationalen Cricket-Saison 1999/2000 gehörenden Turnier nahmen neben dem Gastgeber die Mannschaften aus Indien und Pakistan teil. Im Finale konnte sich Australien mit 2–0 gewonnenen Spielen durchsetzen.

## Vorgeschichte
Australien und Indien bestritten zuvor eine Test-Serie in Australien. Pakistan spielte davor ebenfalls eine Test-Serie in Australien.
Vor dem Turnier wurde der pakistanische Bowler Shoaib Akthar wegen illegalem Bewegungsablaufs suspendiert. Pakistan legte  Potest dagegen ein und die Sperre wurde kurz vor dem Spiel wieder aufgehoben.

## Format
In einer Vorrunde spielte jede Mannschaft gegen jede vier Mal. Für einen Sieg gab es zwei, für ein Unentschieden oder No Result einen Punkt. Die beiden Gruppenersten qualifizierten sich für das Finale und spielten dort um den Turniersieg.

## Stadion
Die folgenden Stadien wurden für das Turnier ausgewählt.
| Stadion                  | Stadt     | Kapazität | Spiele                       |
| ------------------------ | --------- | --------- | ---------------------------- |
| Adelaide Oval            | Adelaide  | 53.583    | 9. & 10. Spiel               |
| The Gabba                | Brisbane  | 42.000    | 1. & 2. Spiel                |
| Bellerive Oval           | Hobart    | 20.000    | 7. Spiel                     |
| Melbourne Cricket Ground | Melbourne | 100.024   | 3., 5. & 8. Spiel; 1. Finale |
| WACA Ground              | Perth     | 20.000    | 11. & 12. Spiel              |
| Sydney Cricket Ground    | Sydney    | 48.000    | 4. & 6. Spiel; 2. Finale     |

## Kaderlisten
Pakistan benannte seinen Kader am 10. Dezember 1999.
Indien benannte seinen Kader am 30. Dezember 1999.
Australien benannte seinen Kader am 10. Januar 2000.
| ODI | ODI | ODI |
| Australien | Indien | Pakistan |
| --- | --- | --- |
| - Michael Bevan - Adam Dale - Damien Fleming - Adam Gilchrist - Ian Harvey - Brett Lee - Shane Lee - Stuart MacGill - Damien Martyn - Glenn McGrath - Ricky Ponting - Andrew Symonds - Shane Warne - Mark Waugh - Steve Waugh | - Ajit Agarkar - Nikhil Chopra - Sameer Dighe - Rahul Dravid - Devang Gandhi - Sourav Ganguly - Sunil Joshi - Hrishikesh Kanitkar - Anil Kumble - VVS Laxman - Jacob Martin - Debasis Mohanty - Venkatesh Prasad - Robin Singh - Javagal Srinath - Sachin Tendulkar | - Abdul Razzaq - Azhar Mahmood - Ijaz Ahmed - Inzamam-ul-Haq - Mohammad Wasim - Moin Khan - Saeed Anwar - Saqlain Mushtaq - Shahid Afridi - Shoaib Akhtar - Shoaib Malik - Wajahatullah Wasti - Waqar Younis - Wasim Akram - Yousuf Youhana |

## Spiele

### Vorrunde
Tabelle
| Teams      | Sp. | S | N | U | R | NR | BP | Punkte | NRR    |
| ---------- | --- | - | - | - | - | -- | -- | ------ | ------ |
| Australien | 8   | 7 | 1 | 0 | 0 | 0  | 0  | 14     | +0.920 |
| Pakistan   | 8   | 4 | 4 | 0 | 0 | 0  | 0  | 8      | +0.070 |
| Indien     | 8   | 1 | 7 | 0 | 0 | 0  | 0  | 2      | −0.972 |

Sieg: 2 Punkte; Remis: 2 Punkte
Spiele
| 9. Januar Scorecard | Brisbane | Pakistan 184-8 (50)          | – | Indien 139 (39) |
|                     |          | Pakistan gewinnt mit 45 Runs |   |                 |

| 10. Januar Scorecard | Brisbane | Indien 195 (48.5)              | – | Pakistan 196-8 (49/49) |
|                      |          | Pakistan gewinnt mit 2 Wickets |   |                        |

| 12. Januar Scorecard | Melbourne | Australien 269-7 (50)          | – | Indien 241-6 (50) |
|                      |           | Australien gewinnt mit 28 Runs |   |                   |

| 14. Januar Scorecard | Sydney | Indien 100 (36.3)                | – | Australien 101-5 (26.5) |
|                      |        | Australien gewinnt mit 5 Wickets |   |                         |

| 16. Januar Scorecard | Melbourne | Pakistan 176-9 (41/41)           | – | Australien 177-4 (38.5/41) |
|                      |           | Australien gewinnt mit 6 Wickets |   |                            |

| 19. Januar Scorecard | Sydney | Australien 286 (49.4)          | – | Pakistan 205 (45.2) |
|                      |        | Australien gewinnt mit 81 Runs |   |                     |

| 21. Januar Scorecard | Hobart | Pakistan 262-7 (50)          | – | Indien 230 (46.5/48) |
|                      |        | Pakistan gewinnt mit 32 Runs |   |                      |

| 23. Januar Scorecard | Melbourne | Australien 260-9 (50)          | – | Pakistan 245 (48.5) |
|                      |           | Australien gewinnt mit 15 Runs |   |                     |

| 25. Januar Scorecard | Adelaide | Indien 267-6 (50)          | – | Pakistan 219 (44.4) |
|                      |          | Indien gewinnt mit 48 Runs |   |                     |

Beim Spiel kam es zu mehreren Beschwerden der Pakistanischen Mannschaft gegen den Schiedsrichter, da sie der Meinung waren, dass dieser Ballmanipulationen der indischen Mannschaft ignorieren würde.
| 26. Januar Scorecard | Adelaide | Australien 329-5 (50)           | – | Indien 177 (46.5) |
|                      |          | Australien gewinnt mit 152 Runs |   |                   |

| 28. Januar Scorecard | Perth | Pakistan 261-8 (50)           | – | Indien 157 (46) |
|                      |       | Pakistan gewinnt mit 104 Runs |   |                 |

| 30. Januar Scorecard | Perth | Indien 226-6 (50)                | – | Australien 230-6 (49.3) |
|                      |       | Australien gewinnt mit 4 Wickets |   |                         |

### Finale
| 2. Februar Scorecard | Melbourne | Pakistan 154 (47.2)              | – | Australien 155-4 (42.4) |
|                      |           | Australien gewinnt mit 6 Wickets |   |                         |

| 4. Februar Scorecard | Sydney | Australien 337-7 (50)           | – | Pakistan 185 (36.3) |
|                      |        | Australien gewinnt mit 152 Runs |   |                     |

Australien gewinnt die Finalserie mit 2–0.